# Коэн, Элиот
Элиот Ашер Коэн (англ. Eliot Asher Cohen; род. 3 апреля 1956, Бостон) — американский политолог. Был советником в Государственном департаменте США при Кондолизе Райс с 2007 по 2009 год. В 2019 году был назначен деканом Школы перспективных международных исследований Пола Х. Нитце (SAIS) в Университете Джонса Хопкинса. До этого руководил Программой стратегических исследований в SAIS. По словам ученого-международника Рут Веджвуд, Коэн «является одним из немногих американских преподавателей университетов, которые относятся к военной истории как к серьезной науке». Коэн — пишущий журналист The Atlantic .

## Политические взгляды

### Аннексия Крыма
3 марта 2014 года, в период между свержением Виктора Януковича 22 февраля и крымским референдумом 16 марта, написал статью в The Washington Post , в которой утверждал, что Путин «жестокий великорусский националист, который понимает, что Россия без пояса государств-сателлитов не только очень слабая держава, но и уязвима перед потрясениями, свергнувшими коррумпированный и деспотический режим Януковича».

### Украина, 2022
Объясняя неудачи российской армии в первые месяцы войны на Украине, Коэн напоминает, что любая армия есть отражение общества. Для российского общества, по мнению Коэна, «характерны коррупция, ложь, беззаконие и принуждение» (corruption, lies, lawlessness and coercion), что, как считает Коэн, российская армия продемонстрировала в ходе войны.

## Избранные труды
- «Conquered into Liberty» Two centuries of battles along the Great Warpath that made the American way of war. (2011) Simon & Schuster. ISBN 978-0-7432-4990-4
- Citizens and Soldiers: The Dilemmas of Military Service (1985)
- Military Misfortunes: The Anatomy of Failure in War, Free Press, 1990, ISBN 0-02-906060-5.
- With Thomas A. Keaney, Gulf War Air Power Survey Summary Report, United States Government Printing Office, 1993, ISBN 0-16-041950-6. (Note that the full report has four parts.)
- With Keaney, Revolution in Warfare?: Air Power in the Persian Gulf, Naval Institute Press, 1995, ISBN 1-55750-131-9
- Knives, Tanks, and Missiles: Israel’s Security Revolution, Washington Institute for Near East Policy[англ.], 1998, ISBN 0-944029-72-8.
- Editor with John Bayliss, et al. Strategy in the Contemporary World: Introduction to Strategic Studies, Oxford University Press, 2002, ISBN 0-19-878273-X.
- With Andrew Bacevich[англ.], War Over Kosovo, Columbia University Press, 2002, ISBN 0-231-12482-1.
- Supreme Command: Soldiers, Statesmen, and Leadership in Wartime, Free Press, 2002, ISBN 0-7432-3049-3.
- The Big Stick: the Limits of Soft Power and the Necessity of Military Force. — Basic Books, 2016. — ISBN 9780465044726.